# Ars nova

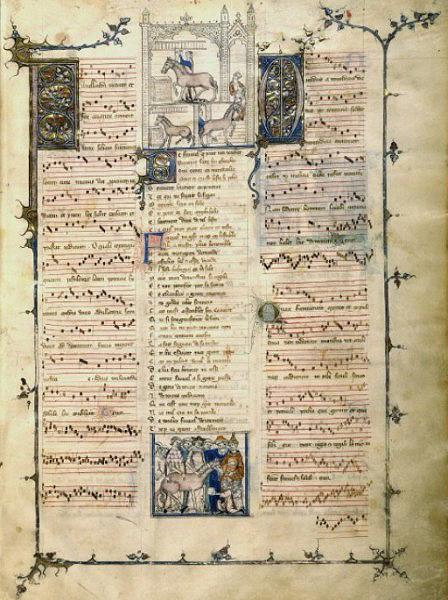
Manuscrito del Roman de Fauvel, París, B.N. fr. 146 (c. 1318), la primera fuente práctica de la música del ars nova.

Ars nova (del latín "arte nuevo") es una expresión debida al teórico Philippe de Vitry que designa la producción musical, tanto francesa como italiana, después de las últimas obras del ars antiqua hasta el predominio de la escuela de Borgoña, que ocupará el primer puesto en el panorama musical de Occidente en el siglo XV.

## Historia

### Ars nova en Francia
Desde finales del siglo XIII, las innovaciones rítmicas introducidas por Franco de Colonia y Petrus de Cruce abrieron camino para nuevas audacias. Los testimonios en que los propios músicos reconocían la innovación de la música de principios de este siglo aparecen hacia 1320, en la forma de dos tratados: el Ars nove musice de Johannes de Muris y el Ars nova de Philippe de Vitry. El tratado de francis  de Muris es probablemente el más antiguo de los dos, pero fue la obra de Philippe de Vitry la que prestó su nombre a la música del siglo XIV. En él completó y codificó todo el arsenal de signos musicales utilizados en su tiempo. Por fin se daba un sistema coherente y aparecían unos signos de compases para determinar el movimiento o la unidad sobre la que basar el movimiento, lo cual supuso una innovación extraordinaria.

### Ars nova en Italia

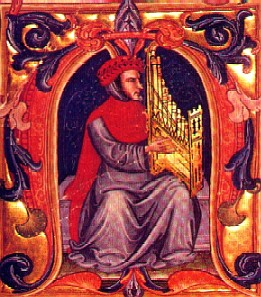
Francesco Landini.

Paralelamente, se desarrolló un dulce género nuevo de composición que, posteriormente, se denominó Ars Nova italiano o Trecento, tomando en préstamo el término que define la música francesa de esa misma época. La polifonía profana italiana apareció y floreció de forma repentina en el siglo XIV, sin antecedentes aparentes. Por ello, se ha argumentado que el término ars nova no debería aplicarse a una música que parece haber surgido con independencia de las formas musicales y del sistema de notación que caracteriza al ars nova francés. 
Los compositores que escogían obras en verso para ponerles música (madrigales, ballatas), ignoraban el motete, tal vez porque lo consideraban demasiado intelectual, y escribían obras sólo para dos o tres voces orientadas, más bien, hacia la búsqueda de la gracia melódica.
La mayor parte de obras de esta época las conocemos gracias al Codex Squarcialupi, que recoge más de cuatrocientas muestras, alrededor de un tercio se deben al talento del mayor compositor italiano del siglo XIV Francesco Landini.

### Ars subtilior
Las últimas décadas del siglo XIV fueron testigos de una de las evoluciones más extrañas de la historia de la música: el género conocido como ars subtilior (arte más sutil), resultado directo de la progresiva complejidad rítmica y sutileza melódica que fue adquiriendo el ars nova francés.
Hacia finales del siglo XIV, se desarrolló una nueva escuela estilística de compositores y poetas centrada en Aviñón, en el sur de Francia. El estilo altamente amanerado de este periodo suele denominarse ars subtilior, aunque algunos estudiosos han optado por considerarlo un desarrollo tardío del ars nova en lugar de separarlo en una escuela aparte. Este peculiar pero interesante repertorio musical, de distribución geográfica restringida (sur de Francia, Aragón y posteriormente Chipre), y claramente destinado a ser interpretado por especialistas para un público de entendidos, es como una "nota final" de toda la Edad Media.
Este movimiento musical tuvo sus centros en Aviñón, Aragón y el sur de Francia, pero tuvo también una influencia notable en compositores establecidos en el norte de Italia, como fueron Johannes Ciconia, Matteo da Perugia e incluso en las últimas obras de Francesco Landini, anticipando ya un género musical más internacional, más ajeno a las diferencias nacionales y que se manifestaría en su plenitud en el siglo XV.
El Codex de Chantilly recoge muestras musicales del ars subtilior.

## Formas y técnicas compositivas

### Ars novafrancés
Los géneros tendían a diversificarse, pero el motete siguió siendo la forma más en auge aunque su estructura interna evolucionará hacia el motete isorrítmico. La misma evolución tuvieron el rondeaux, la ballade y el virelay, las “formas fijas” de canción en el siglo XIV, llamadas así porque siguen un esquema métrico determinado: La ballade se estructura en tres estrofas poéticas, cada una de las cuales presenta el esquema melódico AaB; el virelay presenta la estructura melódica ABbaA; y el rondeau es una forma poética de dieciocho versos.

### Ars novaoTrecentoitaliano
El madrigal es una forma poético-musical bastante libre, frecuentemente de temática amatoria o pastoril. Suele componerse de un número indeterminado de estrofas que se suceden con la misma melodía. En algunos casos, la última estrofa se canta con una melodía distinta, a la que se da el nombre de ritornello y en la que se suele emplear además un ritmo contrastante con el resto de la canción. Al tono idílico del madrigal se oponen la jovialidad y el carácter popular de la caccia (una especie de canon) y, algo más tarde, la expresividad y refinamiento de la ballata, forma musical que, años más tarde, terminaría imponiéndose sobre las otras dos. La ballata es una pieza de origen danzable que fue perdiendo, poco a poco, ese carácter. Su utilización como canción es posterior a la del madrigal y en un principio fue sobre todo monódica. La ballata, monódica o polifónica tiene una estructura poético musical preestablecida: consta de una estrofa a modo de estribillo (ripresa), seguida de dos estrofas con melodía distinta (piedi), de una tercera estrofa con la misma melodía porreta que el estribillo (volta) y de una repetición final del estribillo -ABbaA-.

## Notación musical
Los signos se multiplicaron con indicaciones precisas de pausas y nuevas figuras de valor cada vez más breve. La minima, división de la semibreve, se subdivide asimismo en dos o tres semiminimas. Esta proliferación de valores permitió la dislocación de los modos rítmicos y una búsqueda de ritmos contrapuestos entre las diversas voces, que crea la sensación del uso sistemático de la síncopa. Gracias a la precisión de esta notación musical se generalizó el hoquetus, que ya había adelantado el ars antiqua.
La escritura musical sufrió modificaciones. Se seguía componiendo a dos o tres voces (cantus firmus y duplum o también triplum), pero la intervención de la cuarta era cada vez más frecuente. Esta voz era inferior al cantus firmus y poseía valores del mismo orden de duración respecto a la voz principal. En Francia se le denominó contre-teneur, quedando así constituido el cuarteto vocal, considerada la forma polifónica ideal hasta principios del siglo XVII.

## Compositores y teóricos

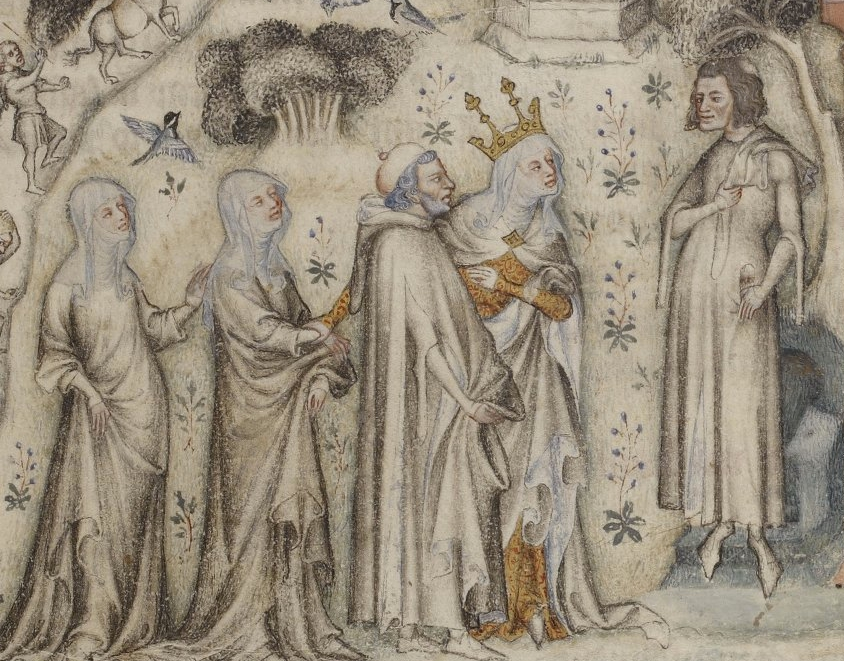
Guillaume de Machaut (a la derecha).

Francia fue el primer país en el que se desarrollaron estas nuevas técnicas y sobre todo en la zona del norte del Loira, donde destacaban los brillantes compositores Philippe de Vitry y Guillaume de Machaut. Artísticamente, Guillaume de Machaut supuso un verdadero punto de inflexión en el panorama musical de su tiempo. En él se funden la rica tradición musical de los troveros, con las innovadoras teorías de Philippe de Vitry, dando como resultado, por un lado, piezas que son manifestación de una renovada tradición y, por otro, obras que ya anticipan la complejidad rítmica y la inventiva melódica del ars subtilior.
Junto a éstos, cabe citar una pléyade de músicos de la generación siguiente: J.Cesaris, J.S. de Haspre, Balde Cordier, etc., todos ellos de un acentuado manierismo. También encontramos muestras de la nueva tendencia musical en la región de Aviñón, que conoció una intensa vida musical al convertirse en la sede papal en la época del cisma de Occidente.
| Nombre               | Tiempo de vida               | Obras conservadas | Referencia(s) |
| -------------------- | ---------------------------- | --- | ------------- |
| Philippe de Vitry    | 1291 – 1361                  | Múltiples obras | [ 4 ]         |
| Jehan de Lescurel    | fl. principios del siglo XIV | Muchas ballades y rondeaux; dos "Diz entez" | [ 5 ]         |
| Guillaume de Machaut | c. 1300 – 1377               | Una cantidad sustancial de piezas de diversos géneros. En particular la Messe de Nostre Dame, "Ma fin est mon commencement" y "Rose, liz, printemps, verdure" | [ 6 ]         |
| P. des Molins        | fl. mediados del siglo XIV   | La ballade "De ce que fol pensé" y el rondeau "Amis, tout dous vis"                                                                                           | [ 7 ]         |
| Jehan Vaillant       | fl. 1360 – 1390              | Tres rondeaux, una ballade y virelai En particular Par maintes foys                                                                                           | [ 8 ]         |
| Grimace              | fl. siglo XIV medio – tardío | Tres ballades, un virelai y un rondeau En particular A l'arme A l'arme y Se Zephirus/Se Jupiter.                                                              | [ 9 ]         |
| F. Andrieu           | fl. final del siglo XIV      | La (doble) ballade "Armes amours" | [ 10 ]        |
| Briquet              | fl. principios del siglo XV  | El rondeau "Ma seule amour et ma belle maistresse" | [ 11 ]        |

## Discografía
Antologías
- 1972 – Roman de Fauvel. Studio der frühen Musik, Thomas Binkley, dir., Jean Bollery, narr. (EMI 063-30 103).
- 1979 – Monuments of Ancient Music. Syntagma Musicum, Kees Otten, dir. (Telefunken 42357 LP).
- 1987 – Domna. Esther Lamandier, voz, arpa y órgano portativo. (Alienor 1019).
- 1987 – Music for the Knights of the Garter, 1340–1440. Gothic Voices, Christopher Page, dir. (Hyperion 66238).
- 1992 – French Songs and Motets of the 14th Century. Gothic Voices, Christopher Page, dir. (Hyperion 66619 CD).
- 1994 – Music for Court and Church from the later Middle Ages. Gothic Voices, Christopher Page, dir. (Hyperion 66739).
- 1995 – Le Roman de Fauvel. Boston Camerata, Ensemble Project Ars Nova, Joel Cohen, dir. (Erato 96392).
- 1999 – Chants du xivème siècle. Mora Vocis Ensemble. (Mandala 4946).
- 2004 – Zodiac, Ars Nova and Ars Subtilior in the Low Countries and Europe. Capilla Flamenca, Dirk Snellings, dir. (Eufoda 1360).
- 2009 – En un gardin. Les quatre saisons de l'Ars Nova. Capilla Flamenca, Dirk Snellings, dir. (Musique en Wallonie 0852).

Guillaume de Machaut
- 1967 – Missa Tournai und Motetten. Capella Antiqua de Múnich, Konrad Ruhland, dir. (Telefunken 9517).
- 1977 – La fontaine amoureuse. Music for a While, Tom Klunis, narr. (Arch 1773).
- 1989 – Messe de Notre Dame. Hilliard Ensemble, Paul Hillier, dir. (Hyperion 66358).
- 1997 – La Messe de Notre Dame. Ensemble Organum, Marcel Pérès, dir. (Harmonia Mundi 1590).
- 2002 – Complete Motets. Ensemble Musica Nova, Lucien Kandel, dir. (Zig-Zag Territoires 021002).
- 2003 – Je, Guillaumes Dessus Nommez. Ensemble Gilles Binchois, Dominique Vellard, dir. (Cantus 9804).
- 2004 – La messe de Nostre Dame; Le Voir Dit. Oxford Camerata, Jeremy Summerly, dir. (Naxos 53833).
- 2004 – Motets. Hilliard Ensemble. (ECM 1823).
- 2009 – Ballades. Ensemble Musica Nova, Lucien Kandel, dir. (Aeon 0982).
- 2010 – Messe de Notre-Dame. Ensemble Musica Nova, Lucien Kandel, dir. (Aeon 1093).

Philippe de Vitry
- 1988 – Philippe de Vitry: Motets and Chansons. Sequentia. (Deutsche Harmonia Mundi 77095).
- 1990 – Philippe De Vitry and the Ars Nova. Orlando Consort. (Amon Ra 49).
- 1991 – Motets & Chansons. Sequentia, Benjamin Bagby & Barbara Thornton, dirs. (Deutsche Harmonia Mundi 77095).